# Adolphe Crémieux

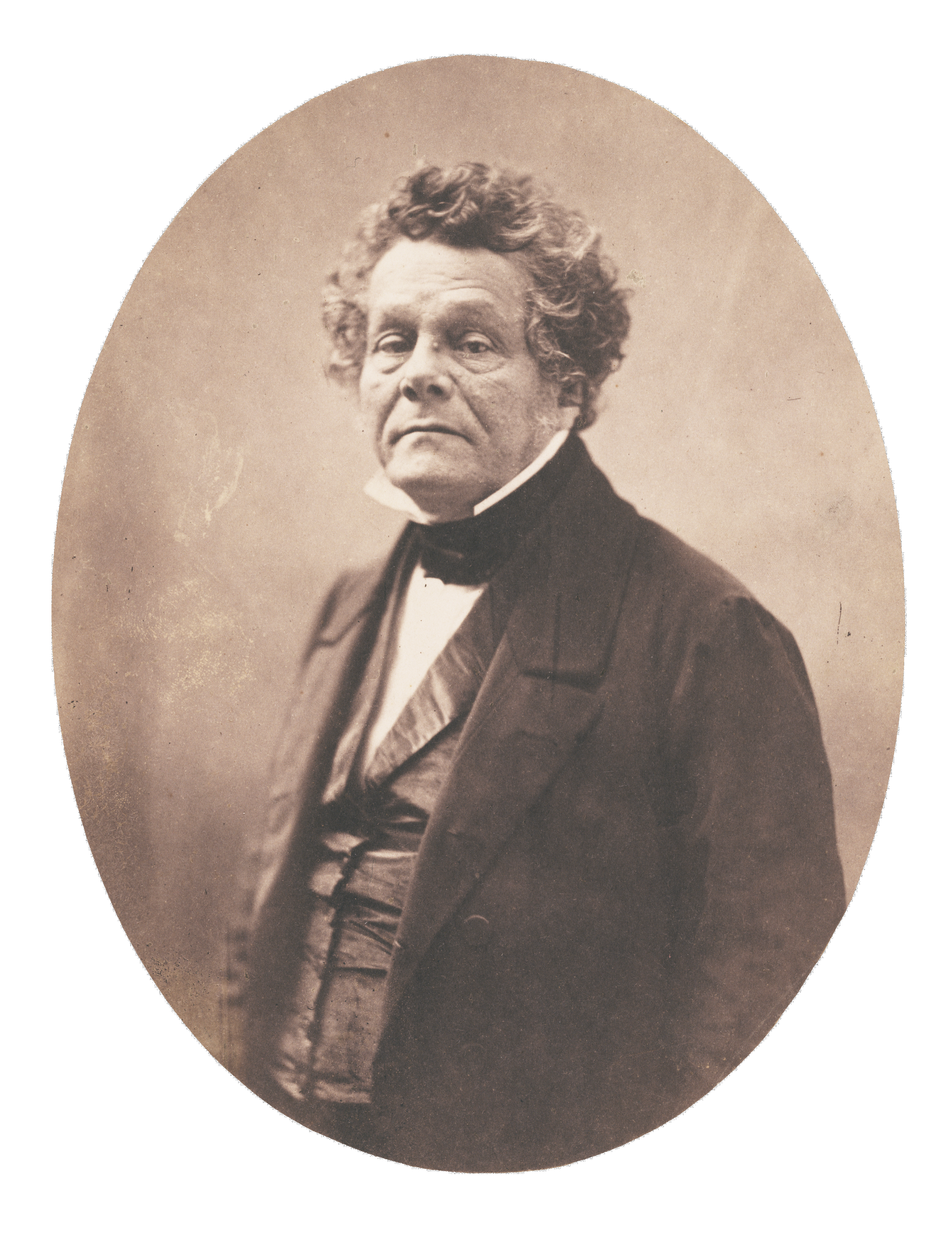
Adolphe Crémieux, fotografi av Félix Nadar 1856.

Adolphe Crémieux, född Isaac Moïse, född 30 april 1796 i Nîmes, död 10 februari 1880 i Paris, var en fransk-judisk jurist och politiker.
Crémieux anslöt sig efter julirevolutionen 1830 till Ludvig Filip och tillhörde 1842–1848 som moderat vänsterman deputeradekammaren. Efter att förgäves ha försökt bevara kronan åt huset Orléans var Crémieux efter februarirevolutionen en kort tid justitieminister och understödde först Louis Napoleon men trädde inom kort i opposition mot denne. År 1869 blev han medlem av den lagstiftande församlingen och var justitieminister i Nationella försvarsregeringen 1870–1871. År 1875 blev han livstidssenator. Som justitieminister banade han väg för en lagstiftning om äktenskapsskillnad (genomförd 1885) och andra reformer. Han var även aktiv i arbetet mot antisemitism och var 1860 en av grundarna av Alliance israélite universelle samt föreningens ordförande 1863–1866 och 1868–1880. Bland hans skrifter märks Liberté. Plaidoyers et discours politiques (1869), Gouvernement de la défense nationale (2 band, 1871), samt En 1848. Discours et lettres (1883).